# 上海市进才实验中学
31°13′38″N 121°33′07″E / 31.22722°N 121.55194°E
上海市进才实验中学，简称进才实验，是一所位于上海市浦东新区金松路的公立初级中学。创立于2001年8月，原名上海市进才中学基础实验部，2003年改为上海市进才实验学校，2010年6月其初中部与小学部分离办学，原初中部（6至9年级）更名为此。其对口招生及直接影响范围为浦东新区花木街道联洋新社区，同时也招收部分非对口的学区外特长生。在编制上，进才实验中学属于浦东新区第二教育署。在2011年，进才实验中学有36个教学班，学生人数约1,400人，教师人数113人。该校的办学理念是“为每位学生的卓越发展服务”，校训是“崇尚理性，独立思考”。进才实验中学同时也是“全国青少年集邮活动示范基地”，并设有中国首个青少年邮局。

## 发展历史
上海市进才实验中学的前身为创立于2001年的“上海市进才中学基础实验部”，隶属于上海市进才中学。2003年8月，经上海市浦东新区机构编制委员会批准，在基础实验部的基础上成立了上海市进才实验学校，是一所九年一贯制公立学校，为当时新设的联洋新社区而建的配套设施。招生对口范围为居住在联洋新社区的新居民。
上海市进才实验学校成立后，小学和初中部均位于金松路191号的校区，之后由于社区居民迅猛增长，不断增多的学生使得校区资源已经难以满足需求，2008学年开始小学部部分年级迁至浦东新区花木街道丁香路1289号的原进才中学国际部的丁香路校区。进才实验学校的两个校区逐渐开始分离，仅名义上仍属于同一所学校编制。至2010年6月，上海市进才实验学校正式拆分为两所独立的学校，原初中部成为上海市进才实验中学，原小学部成为上海市进才实验小学。

## 学校概况
上海市进才实验中学地处浦东新区联洋新社区腹地，位于浦东行政和文化的中心地带。学校占地31,680平方米，其中建筑面积29,800平方米，绿地面积16,715平方米，另有14200平方米为体育场地。
2011学年，学校共有36个班级，约1,400名学生。其中外籍及和来自香港、澳门、台湾的学生约60人，少数民族学生约20人。学校拥有在编教职工111人，其中专任教师93人，其中具有高级职称的教师13名，具有中级职称的教师59名。

### 教学设施
学校拥有可容纳400名学生的多功能图书阅览室，藏书约有5万册，另设有开放式书吧。目前教学楼设有教室36间，并有教学辅助用房、实验室等约50间。最大的听课场所是一个有418个席位报告厅，其次是一个可容纳约200人的公开教学演示厅。由于学校经常接待访客交流视察，因此专门设有为公开课准备的录播教室，配有各种录播摄像设施。所有普通教室都配备了全套多媒体教学设备。

### 体育设施
进才实验中学有一片400米周长的环形塑胶跑道和纯草坪足球场（大操场），曾作为维利博尔·米卢蒂诺维奇执教的中国国家足球队在2002年世界杯的赛前训练场地。在操场西北侧有两片室外灯光标准篮球场，而在操场南侧也有数个非标准小篮球场。足球场北面是一片标准沙滩排球训练场地。在教学楼内拥有两片室内标准排球比赛场地（兼做羽毛球场地八片），室内排球场多次作为上海市许多官方排球比赛的用场。而除了排球场外，还有面积约为500平方米的室内乒乓房。

## 学校标志

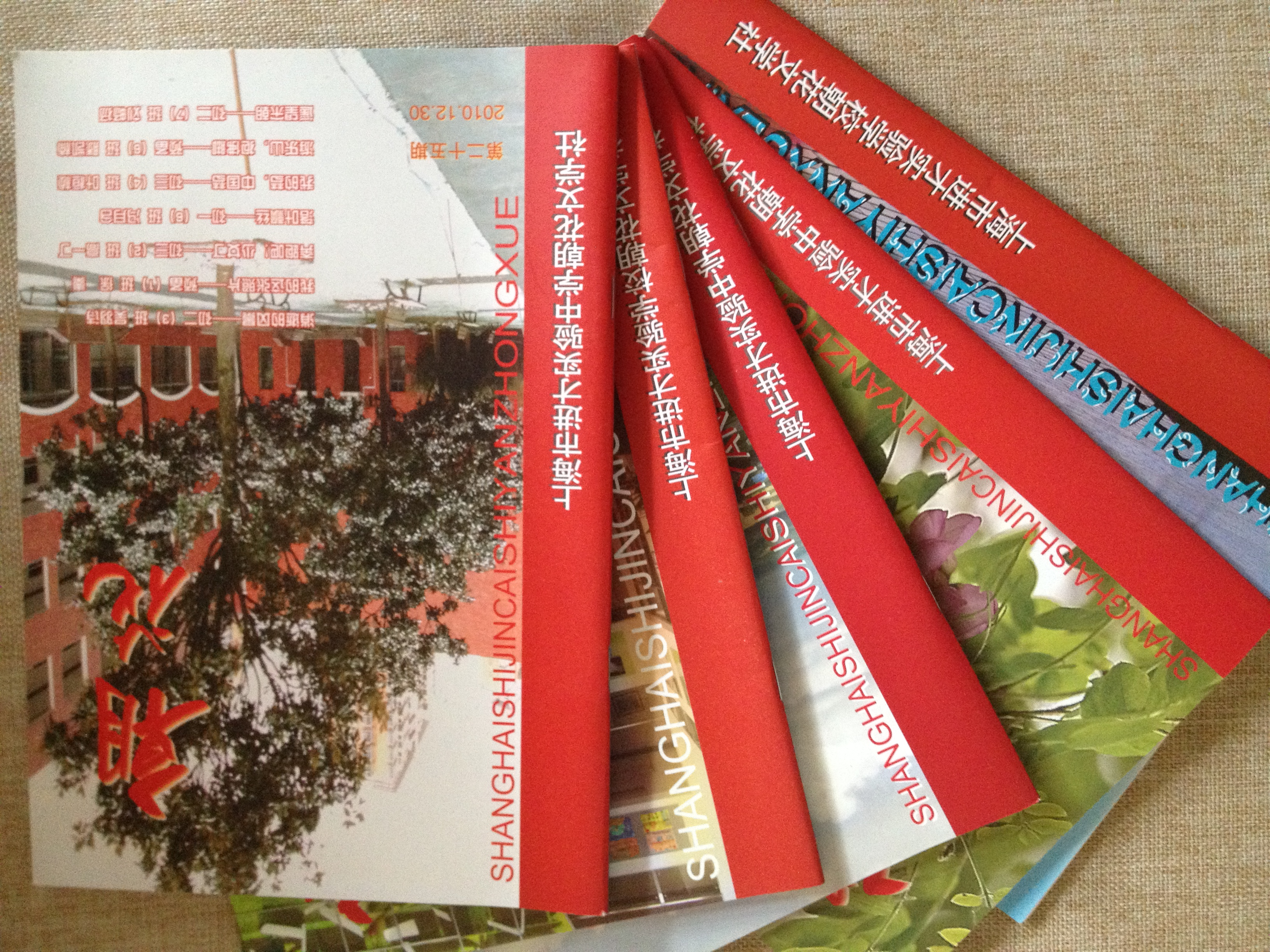
校刊《朝花》

### 校徽
进才实验中学的校徽是由该校学生自主设计，中间以篆体的“进才”字样，两旁环绕的是“S”、“Y”字样，意为“进才实验”，上方是四只飞翔的鸽子，寓意着同学们将在这里快乐学习、全面发展、放飞梦想。

### 校刊
学校有官方刊物《朝花》，一般每学期出版两次。免费分发给学生，主要刊登学校的新闻动态、师生风采、老师论文、优秀个人与集体的事迹、学习经验介绍、以及优秀的学生作文、美术、摄影作品。每一期校刊的封面均不同，以学校各地景色的照片为主。刊物的设计与编辑者为学校的语文老师以及一些写作水平较高的学生。学校有时会发行专门设计的纪念册，例如十周年校庆时期。

### 校歌
进才实验中学的校歌《放飞梦想》的歌词由学生自主创作作成。歌曲原曲并非学校原创，而是参考作曲家张小柯所创的一首曲目。

## 教学

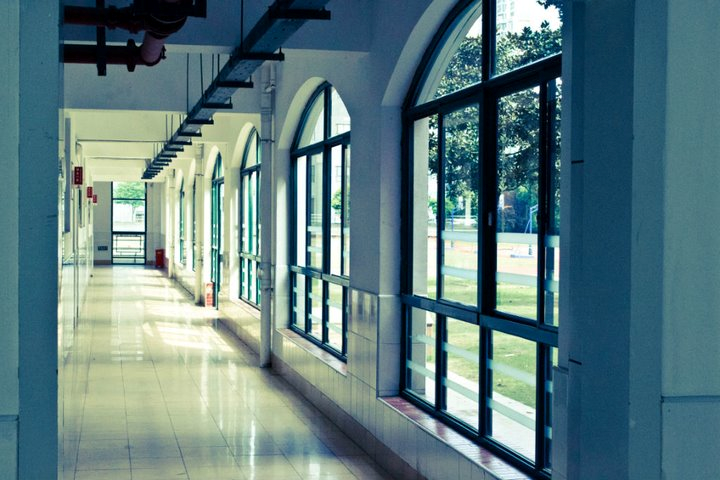
教学楼内部典型的走廊设计

在教学方面，外界认为该校实行的减负增效政策使得学生的课业压力减轻，日常学习生活也较为丰富。学校每年会举办各样的活动来使学生在学校的生活多样化。在班级编排上，学校开设有语言特长班（法语、德语、日语），以及音乐、体育、科技、美术特长班。此外，每年的上海市中考，进才实验中学的平均分均处于全区前列。

## 办学特色

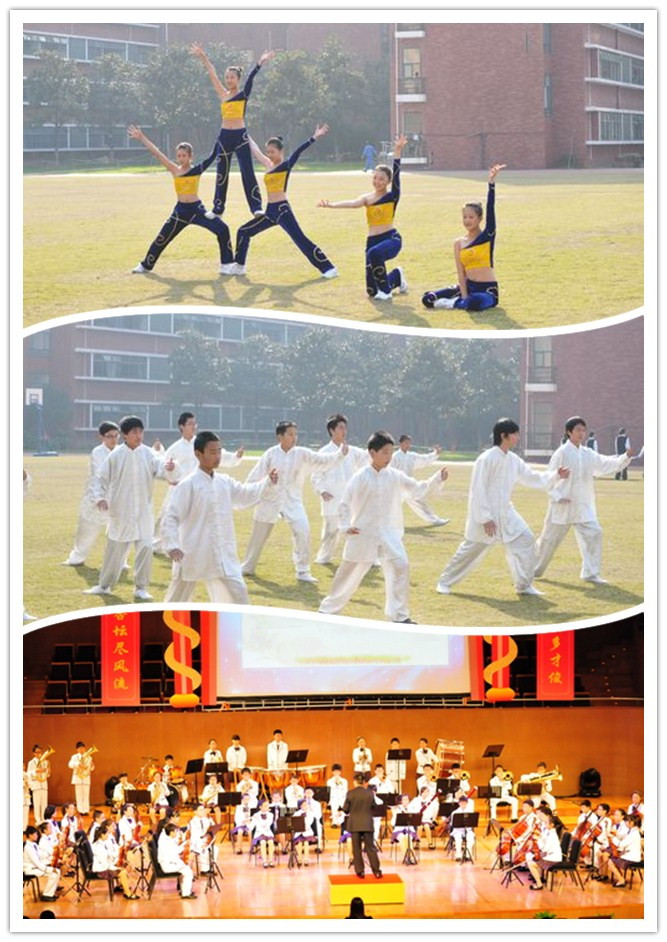
从上至下依次为：校健美操队、校太极拳队、校管弦乐团

进才实验中学的主要特色是教育方针倾向于素质教育。学校在较为重视学生艺术、体育、科技素养的培养的同时，也重视文明礼仪等道德素养方面的培养。为此学校曾获得多项市、区级别各项荣誉，包括上海市安全文明校园、上海市无烟学校、上海市红旗大队、浦东新区三星级行为规范示范校等。进才实验中学同时也是首批浦东新区素质教育示范校。目前，学校有颇具规模的校内社团约20个，并时而组织学生参加全国、市、区的各项比赛，截止至2011年11月，学校累计获团体全国奖项4个、市级奖项63个、区级奖138个。一些拥有体育及艺术特长的毕业生分别入选中国国家男排、上海市沙滩女排，考入中央音乐学院和上海戏剧学院等艺术院校。

### 扩展课程
学校设有贯穿整个学年的扩展课程，扩展课程通常也是社团的组成部分。六、七年级学生在每周一下午可以有两小时的时间自由选择如图像设计、历史、民族文化、集邮、书画、汽车与航空模型、机器人、陶艺、剪纸、篮球、乒乓球、管弦乐、足球、跆拳道、排球、动画与网页制作、素描、形体与健身、科学理论、舞蹈、合唱、声乐表演、奥数、英语、语文和编程等感兴趣的扩展类课程进行学习。进才实验中学也是浦东新区指定的对外开放学校，每学期会多次接待来自世界各地的访问团参观交流。

### 艺术与科技
进才实验中学是“全国青少年集邮示范基地”、”上海市艺术教育先进单位”，也是浦东新区艺术、美术特色学校。学校更于2012年9月10日成立了中国首个青少年邮局，拥有与普通邮局相当的功能。其管弦乐队和健美操队是该校的特色组织，曾多次参加各级比赛和表演并获得多项荣誉。学校有集邮组，并常对外交流。有很多学生在课本剧、茶道、太极拳等方面也有很大的兴趣，并多次参加表演和比赛，多次获奖。每年的3月学校会和社区联合举行“联洋新社区·进才实验杯”集邮节活动。活动分为邮票设计、手绘封、明信片设计等内容，除了学生可以以个人或组团的名义参与，社区的集邮爱好者、美术爱好者都会参与。现代剪纸课程也是该校艺术教育的另一特色，现已成为浦东新区展示现代剪纸艺术的窗口学校，同时也被纳入浦东新区艺术项目的开发之列。学校会定期各类特长比赛与表演（九月的体育运动节、三月的集邮节、四月的软排比赛、五月的科技技术节、六月的"十大特长星光少年"表彰等）。
进才实验中学是“浦东新区科技教育特色学校”。学生擅长于汽车与航空模型以及机器人制作。学校并设有相应的兴趣小组。
从2008年开始，进才实验中学在每年5月份举行科技艺术节，以鼓励学生积极参与课余艺术与科技活动。这是有关科技、艺术类比赛和表演的集中期，科技艺术节通常会持续三周，分为“美术周”、“音乐周”等。期间会举行一系列有关于绘画、集邮、合唱、独唱、课本剧、舞蹈、剪纸、“班级风采展示”等艺术类比赛和表演，以及航模、计算机编程、网页设计、摄影等科技类比赛。这一时期也是学校继运动会外另外一个热闹的高潮时期。

### 体育

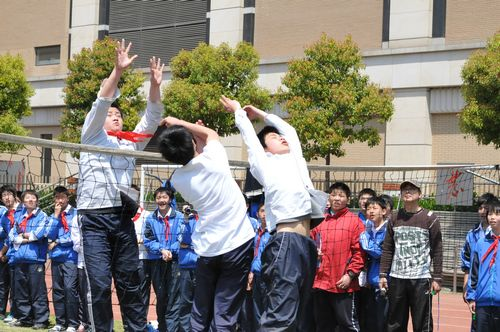
草地排球比赛

进才实验中学是“浦东新区排球传统特色学校”。学校设有校排球队，并分为专业队和业余队，专业队通常是由每个年级的“体育特长班”组成。学校在暑期有举办和排球有关的夏令营。目前，该校排球专业队的辅导员是前中国国家排球队运动员李国君。有该校排球队的毕业生已经入选中国国家男子排球青年队以及上海男排，并代表上海队或中国队参加排球比赛，例如2010年第十五届男排亚青赛。业余队则是由对排球有较大兴趣的普通同学参与，会参加校内外的各类比赛，例如每年一度的校草地排球赛。草地排球赛是利用学校足球场草坪作为场地进行的排球比赛，也是进才实验中学的特色活动，在每年3-4月举行。
在课程安排上，因为该校是“体教结合试点学校”，学校保证学生有充足的时间进行体育活动，每周的体育、体活课和定期放学后的“体育大活动”都超过了教育局要求的体育时间。在上课时间上的宽松安排使得学生有较多时间参与课余活动。

## 对外合作
进才实验中学与浦东新区几所公立中学有合作关系。与上南东校、唐镇中学、洋泾东校、进才北校互动，并组建“教育联合体”，同时派遣教师前往条件欠佳的郊区中学支教。此外，进才实验中学与河南省南阳市华龙学校也有合作关系，并即将在华龙学校开设“上海教育实验班”。
进才实验中学与美国杜邦公司合作，推出一年一度的“星光少年”表彰活动，这也是学校开展“扬长教育”（指鼓励学生发展自己的特长）的一个重要内容。“星光少年”分为“友谊星”、“创意星”、“自主星”、“实践星”等十颗星，又分设了金星、银星、铜星三个奖项。所有的“星光少年”都是经过班级、年级、校级三轮推荐进行评选。在表彰星光少年的同时还伴有文汇表演。

## 相关内容
- 上海市进才实验小学
- 上海市进才中学
- 上海市進才實驗學校